# سايمبيلاين (فلم)
سايمبيلاين هو فيلم أمريكي صدر عام 2014 ومستوحى من مسرحية للكاتب ويليام شكسبير تحمل نفس الاسم.
الفيلم إخراج مايكل ألميرادا ومن بطولة إيثان هوك، وإد هاريس، وداكوتا جونسون، وميلا جوفوفيتش وجون ليجويزامو.

## القصة
يقدم الفيلم معالجة جديدة ومعاصرة لإحدى مسرحيات الكاتب المسرحي ويليام شكسبير والتي تحمل نفس الاسم.
تدور أحداث الفيلم في عالم الجريمة، حيث تشتعل حرب ضروس بين رجال الشرطة الفاسدون وبين إحدى العصابات الخارجة عن القانون، ووسط كل هذا، تنشأ قصة حب بين طرفين فرقهما الخيانة وجمع بينهما الرغبة في الانتقام. 

## روابط خارجية
- مقالات تستعمل روابط فنية بلا صلة مع ويكي بيانات